# Safehaven
Safehaven – czwarty album studyjny polskiej grupy muzycznej Tides From Nebula. Wydawnictwo ukazało się 6 maja 2016 roku nakładem wytwórni muzycznej Mystic Production. Nagrania zostały zarejestrowane w lutym 2016 w Nebula Studio, należącym do członków zespołu. Jak tłumaczyli muzycy: "Mamy za sobą emocjonujący czas pracy z wybitnymi producentami, od których bardzo dużo się nauczyliśmy. Dlatego uznaliśmy, że chcemy zmierzyć się z samodzielną produkcją nowego albumu. Proces jego powstawania był bardzo spontaniczny, bliższy temu z debiutu. Płyta jest jednak mroczniejsza i odważniejsza. Czujemy, że słychać, że nie jesteśmy już debiutantami". Ostatni na płycie utwór „Home” został dedykowany pamięci Piotra Grudzińskiego z zespołu Riverside.
Płyta dotarła do 13. miejsca notowania OLiS. Do utworu "Lifter" powstał teledysk w reżyserii Aleksandra Wilka.
Wydawnictwo promowała polska trasa z zespołami Materia oraz Sunnata oraz trasa europejska obejmująca 19 koncertów.

## Lista utworów
Opracowano na podstawie materiału źródłowego.
1. „Safehaven” - 5:32
2. „Knees To The Earth” - 5:17
3. „All The Steps I've Made” - 4:48
4. „The Lifter” - 6:04
5. „Traversing” - 6:28
6. „Colour Of Glow” - 3:31
7. „We Are The Mirror” - 5:48
8. „Home” - 6:21